# Lequepampa
Lequepampa ist eine Ortschaft im Departamento La Paz im Hochland des südamerikanischen Anden-Staates Bolivien.

## Lage im Nahraum
Lequepampa ist zweitgrößte Gemeinde des Kanton Panduro im Municipio Sica Sica in der Provinz Aroma. Nordwestlich von Lequepampa erstreckt sich die weite Ebene des bolivianischen Hochlandes, und östlich des Ortes erhebt sich die Serranía de Sicasica, ein nord-südlich ausgerichteter Gebirgsriegel zwischen La Paz und Cochabamba, der bis auf 4500 m ansteigt.

## Geographie
Lequepampa liegt in einer Höhe von 3918 m auf dem bolivianischen Altiplano zwischen den Anden-Gebirgsketten der Cordillera Occidental im Westen und der Cordillera Central im Osten. Die Region hat ein typisches Tageszeitenklima, bei dem die mittlere tägliche Temperaturschwankung stärker ausgeprägt ist als die Temperaturschwankung zwischen den Jahreszeiten.
Die Jahresdurchschnittstemperatur liegt im langjährigen Mittel bei 8 °C, die Monatswerte schwanken zwischen 4 °C im Juni/Juli und 11 °C im Dezember (siehe Klimadiagramm Caracollo). Nächtliche Frosttemperaturen sind jedoch zu fast jeder Jahreszeit möglich. Der Jahresniederschlag liegt bei niedrigen 400 mm, wobei von April bis Oktober eine ausgeprägte Trockenzeit herrscht und nur von Dezember bis März nennenswerte Niederschläge von bis zu 100 mm im Monatsmittel fallen. Aufgrund der geringen Niederschläge ist der Himmel meist klar und von intensiv blauer Farbe.

## Verkehrsnetz
Lequepampa liegt 166 Straßenkilometer südöstlich von La Paz, der Hauptstadt des gleichnamigen Departamentos.
Von La Paz aus führt die asphaltierte Nationalstraße Ruta 2 in westlicher Richtung nach El Alto, von dort  die Ruta 1 weitere 153 Kilometer nach Süden über Patacamaya und Sica Sica nach Lequepampa. Von dort aus führt die Fernstraße weiter in südöstlicher Richtung zu den Departamento-Hauptstädten Oruro, Potosí und Tarija und nach Bermejo an der argentinischen Grenze.

## Bevölkerung
Die Einwohnerzahl der Ortschaft ist in dem Jahrzehnt zwischen den beiden letzten veröffentlichten Volkszählungen auf nahezu das Doppelte angestiegen. Aktuelle Detaildaten der Volkszählung 2012 liegen noch nicht vor:
| Jahr | Einwohner    | Quelle       |
| ---- | ------------ | ------------ |
| 1992 | 99           | Volkszählung |
| 2001 | 173          | Volkszählung |
| 2012 | Volkszählung |              |
| 2024 |              | Volkszählung |

Die Region weist einen hohen Anteil an Aymara-Bevölkerung auf, im Municipio Sica Sica sprechen 90,3 Prozent der Bevölkerung die Aymara-Sprache.